# Ariana Kukors
Ariana Kukors (Federal Way, 1º giugno 1989) è un'ex nuotatrice statunitense.
Ha vinto la medaglia d'oro nei 200 m misti ai Mondiali di nuoto di Roma, stabilendo il nuovo record mondiale con il tempo di 2'06"15, record battuto di 3 centesimi da Katinka Hosszú ai mondiali di nuoto di Kazan nel 2015.

## Palmarès
- Mondiali

Roma 2009: oro nei 200m misti e argento nella 4x200m sl.
Shanghai 2011: bronzo nei 200m misti.
- Mondiali in vasca corta

Dubai 2010: oro nei 100m misti e bronzo nei 200m misti.
- Giochi PanPacifici

Victoria 2006: argento nei 400m misti.
Irvine 2010: argento nei 200m misti.

## Riconoscimenti
- American Swimmer of the Year: 2009